# Carex seposita
Carex seposita är en halvgräsart som beskrevs av Charles Baron Clarke. Carex seposita ingår i släktet starrar, och familjen halvgräs. Inga underarter finns listade i Catalogue of Life.